# Гнинский, Ян
Ян Гнинский (пол. Jan Gniński, ок. 1625—1685) — крупный польский государственный деятель, дипломат и мемуарист. Подкоморий поморский (1659), подскарбий надворный коронный (1665—1668), воевода хелминский (1668—1680) и мальборкский (1680—1681), подканцлер великий коронный (1681—1685), староста гнезненский (1647), накельский (1660), ковалевский, радзыньский, гродецкий и кнышинский.

## Биография
Представитель польского дворянского рода Гнинских герба «Трах». Сын Станислава на Гнине. В молодости находился при дворе воеводы краковского Станислава Любомирского. В 1645 году Ян Гнинский участвовал в польском посольстве в Париж. В 1647 году получил во владение гнезненское староство в Великопольше. В ноябре и декабре 1657 года возглавил посольство в Данию, призывая датского монарха начать военные действия против шведов.
Участник польско-шведской войны (1655—1660). Многократно избирался послом (депутатом) на сеймы (1646, 1647, 1650, 1652, 1653—1654, 1658, 1659, 1662 и 1664), дважды был избран маршалком (председателем) сейма (1659 и 1665), трижды становился маршалком Коронного Трибунала (1658, 1662 и 1673).
В 1659 году Ян Гнинский получил звание подкомория поморского и был избран комиссаром для переговоров в Оливе со Швецией. В 1660 году получил во владение староство накельское. Будучи верным сторонником политики польской королевы Марии Людвики (жены Яна Казимира Вазы), был регентом малой канцелярии (1661) и большой канцелярии (1664), а также первым королевским секретарем. Играл важную роль при королевском дворе.
На сейме 1664/1665 года Ян Гнинский от имени придворной партии выступил против гетмана польного коронного, князя Ежи Себастьяна Любомирского, и был назначен подскарбием надворным коронным. В 1667 году возглавлял польское посольство в Швеции, Дании и германских княжествах, прося военной помощи для Речи Посполитой в войне против Османской империи. В 1668 году получил должность воеводы хелминского, которую занимал до 1680 года.
На элекционном сейме 1670 года был назначен послом и первым комиссаром для переговоров с Русским государством, русско-польское перемирие было подписано в 1671 году. В 1673 году Ян Гнинский участвовал в разгроме турецко-татарской армии в битве под Хотином. В 1674 году после избрания на королевский престол Яна III Собеского стал одним из его помощников и исполнял функции канцлера. В 1677—1678 годах Ян Гнинский возглавлял польскую делегацию в Стамбул и добился ратификации Журавенского договора. После смерти своей жены Дороты Яскульской в 1679 году принял духовный сан. В 1680 году Ян Гнинский получил должность воеводы мальборкского, а в 1681 году был назначен подканцлером великим коронным. В 1683 году под командованием польского короля Яна III Собеского участвовал в битве под Веной и двух битвах под Парканами.
Сын — воевода черниговский, брацлавский и поморский Ян Кшиштоф Гнинский (1647—1703).